# Уайт, Кларенс
Кла́ренс Уайт (англ. Clarence White; наст. имя: Clarence Joseph LeBlanc; 7 июня 1944 — 14 июля 1973) — американский гитарист и певец, работавший в стилях кантри-рок, блюграсс и кантри. Наиболее известен как участник блюграссового ансамбля Kentucky Colonels и рок-группы The Byrds, а также как один из пионеров (в конце 1960-х годов) музыкального жанра кантри-рок. Уайт также много работал в качестве сессионного музыканта — в частности, его можно услышать на записях The Everly Brothers и Джо Кокера, Рики Нельсона, Пэта Буна, The Monkees, Рэнди Ньюмана, Джина Кларка, Линды Ронстадт, Арло Гатри и Джексона Брауна.
В 2003 году в своём «списке ста величайших гитаристов всех времен» журнал «Роллинг стоун» поместил Уайта на 41 место, а в 2011 году (в новой версии списка) — на 52-е.

## Дискография
- См. «Clarence White § Selected album discography» в английском разделе.